# Union nationale du Sud-Ouest africain
 (novembre 2016).
L'Union nationale du Sud-Ouest africain (en anglais, South West Africa National Union), connue sous son acronyme anglais de SWANU, est un parti politique de Namibie.

## Histoire
Créée en 1959, la SWANU est le plus ancien parti politique en Namibie. La plupart de ses membres appartiennent à la population Héréro alors que la SWAPO réunissait principalement des membres du peuple Ovambo. 
Fanuel Kozonguizi a été le premier président de la SWANU (1959-1966). Rihupisa Justus Kandando lui a succédé. En 2008, le président de la SWANU était Usutuaije Maamberua. Le poste est occupé depuis 2022 par Evilastus Kaaronda.
Lors des élections parlementaires de 1999, la SWANU a conclu une « alliance socialiste » avec le Workers’ Revolutionary Party et a obtenu 0,35 % des voix. 
Lors des élections parlementaires de 2004,  il a obtenu 3 610 voix soit 0,44 % des suffrages exprimés.

## Orientation politique
SWANU est un parti radical, socialiste et nationaliste,.
En janvier 2009, la SWANU a condamné Israël pour les actions entreprises lors de la guerre de Gaza de 2008-2009. Elle a appelé à un cessez-le-feu immédiat, le retrait des Territoires palestiniens occupés et à la suspension des relations commerciales entre  Israël et la Namibie.
En ce qui concerne la réforme agraire la SWANU plaide pour une intervention de l'État de façon à accélérer la mise en œuvre de la réforme. La SWANU a accusé le Ministre des Terres et de la réinstallation d'avoir réinstallé sur les terres acquises à cet effet des hommes politiques au lieu des habitants les plus pauvres du pays.